# Ryohu
Ryohu（リョフ、本名：中山 亮平（なかやま りょうへい）、1990年4月5日 - ）は、日本のラッパー、トラックメイカー。東京都出身。KANDYTOWNとAun beatzのメンバー。

## 経歴
10代で音楽活動を始める。OKAMOTO'Sのメンバーらと共にズットズレテルズとして活動。
2010年
- Base Ball Bearの楽曲「クチビル・ディテクティヴ」（『DETECTIVE BOYS』収録）にてコラボ[2]。ミュージックビデオにも出演した。

2014年
- 7月1日、ペトロールズのワンマンライブ『ON YOUR SIDE【追加公演】』に客演参加[3]。

2016年
- KANDYTOWNとして、1stアルバム『KANDYTOWN』をWarner Music Japanからリリース[4]。
- OKAMOTO’Sのミニアルバム『BL-EP』収録「NEKO(Remix) feat.呂布/MUD」にフィーチャリング参加[5]。ミュージックビデオにも出演した。

2017年
- ソロとして本格始動し、河原太朗（TENDRE）を共同プロデューサーに迎えたEP『Blur』をリリース[6]。
- ペトロールズのカバーアルバム『WHERE, WHO, WHAT IS PETROLZ??』にて「誰？」のカバーを配信リリース[7]。

2018年
- 過去曲のリミックスや新曲を収録したミックステープ風の作品集『Ten Twenty』を配信リリース[8]。
- Suchmosの楽曲『GIRL feat.呂布』に、フィーチャリングとして参加[9]。
- 5月23日 あいみょんの楽曲『愛を伝えたいだとか』リミックス・バージョンが『愛を伝えたいだとか Neetz ft. Ryohu ”studio991” Remix』として配信・アナログ盤限定でリリース[10]。

2019年
- 1月25日『Ten Twenty』の収録曲で、フィーチャリングゲストにin-d（THE OTOGIBANASHI'S）、Campanellaを迎えて制作した楽曲「Where the Hood At」のミュージックビデオを公開[11]。
- 2月、5都市にて、ソロツアー『Ten Twenty Tour 2019』開催[11][12]。
- 7月24日 KANDYTOWNのメンバー BSCのソロデビューアルバム『JAPINO』収録曲「ManeyClip」にフィーチャリング参加[13]。

2020年
- 6月 ファッションブランド・GUとSOPH.のコラボレーション・コレクション『1MW by SOPH.』への楽曲提供、イメージビジュアルとしても参加[14]。
- 7月1日、 Shin Sakiuraのアルバム『NOTE』収録「More Life feat. Ryohu」にフィーチャリング参加[15]。
- 7月29日 、DJ HASEBE『Wonderful tomorrow』 収録曲「Welcome to my room feat. Ryohu & 土岐麻子」がリリース[16]。
- 9月23日 、TENDREのアルバム「LIFE LESS LONELY」収録『FRESH』にフィーチャリング参加[17]。
- 10月7日、ビクターエンタテインメント内のレーベル・SPEEDSTAR RECORDSより冨田恵一（冨田ラボ）によるプロデュース楽曲『The Moment』を配信シングルとしてリリース。同日、PERIMETRONがディレクションを担当したミュージックビデオが公開[18][19]。
- 11月25日、アルバム『DEBUT』をリリース。初回限定盤に付属するEP『Collage』に収録されている楽曲「Flower」は、くるりの楽曲「ばらの花」がサンプリングされている。このほか『Collage』にはLOVE PSYCHEDELICOの楽曲「LADY MADONNA ～憂鬱なるスパイダー～」をサンプリングした「Thread」、FLYING KIDSの楽曲「幸せであるように」をサンプリングした「Cloud」を収録している。TENDRE、AAAMYYY、starRo、Giorgio Blaise Givvn、荒田洸（WONK）ら、親交の深いミュージシャンが参加した[19]。

2021年
- 年末年始の「App Store」特別CMソングに、楽曲「The Moment」が起用。
- 3月24日、EP『Collage』デジタルリリース。
- 7月2日・11日、ライブツアー「Ryohu Live Tour 2021『Live in The Moment』」開催。

## ディスコグラフィ

### 配信限定EP
| 発売日       | タイトル   | 収録曲                                                                   | レーベル            |
| ------------ | ---------- | ------------------------------------------------------------------------ | ------------------- |
| 2016年4月5日 | All in One | 1. Car Race 2. Butter & Scotch 3. Forever 4. Call Your Name 5. Blue Rose | Liquor & Foods I.K. |

### 配信限定シングル
| 発売日         | タイトル                                    | レーベル               |
| -------------- | ------------------------------------------- | ---------------------- |
| 2018年10月12日 | All in One (Remix) [feat. IO & KEIJU]       | Less+ Project          |
| 2018年11月2日  | Nothing But A Blur (feat. MALIYA)           | Less+ Project          |
| 2018年11月23日 | Where the Hood At (feat. in-d & Campanella) | Less+ Project          |
| 2020年10月7日  | The Moment                                  | Speedstar/Victor       |
| 2020年11月4日  | Flower                                      | Speedstar/Victor       |
| 2021年3月24日  | Collage                                     | Speedstar/Victor       |
| 2021年6月10日  | Lux - Instrumental                          | Less+ Project          |
| 2021年6月17日  | Nothing But A Blur - Instrumental           | Less+ Project          |
| 2021年6月24日  | Blue Rose - Instrumental                    | Less+ Project          |
| 2021年7月1日   | Downtown boyz - Instrumental                | Less+ Project          |
| 2021年7月8日   | Song in Blue - Instrumental                 | Less+ Project          |
| 2021年7月15日  | Forever - Instrumental                      | Less+ Project          |
| 2021年7月22日  | All in One - Instrumental                   | Less+ Project          |
| 2021年7月29日  | Say My Name - Instrumental                  | Less+ Project          |
| 2021年8月5日   | Feelings - Instrumental                     | Less+ Project          |
| 2021年8月12日  | Where the Hood At - Instrumental            | Less+ Project          |
| 2021年8月19日  | Wash - Instrumental                         | Less+ Project          |
| 2021年12月10日 | One day / maeshima soshi & Ryohu            | GMP / Good Music Party |
| 2022年1月28日  | WINNING / Gottz, Ryohu & Yohji Igarashi     | Less+ Project          |
| 2022年4月6日   | One Way feat. YONCE                         | Victor                 |
| 2022年5月4日   | Real feat. IO                               | Victor                 |
| 2022年6月8日   | Cry Now feat. 佐藤千亜妃                    | Victor                 |
| 2022年8月10日  | Money Money feat. Jeter                     | Victor                 |
| 2022年8月31日  | Hanabi feat. オカモトショウ                 | Victor                 |
| 2022年10月12日 | One Way feat. YONCE (Shinichi Osawa Remix)  | Victor                 |

### 参加作品(配信)
| 発売日         | タイトル                                                            |
| -------------- | ------------------------------------------------------------------- |
| 2017年5月3日   | DONY JOINT『Good Times feat. RYOHU』                                |
| 2017年7月4日   | Kero One&Azure『Winning (Remix) [feat. Ryohu]』                     |
| 2018年7月23日  | 3House『Purple Rain (Remix) [feat. Ryohu]』                         |
| 2018年12月19日 | Neetz『Run A Risk feat. Ryohu』                                     |
| 2019年4月5日   | CALY.EXE『Slow Night (feat. Ryohu)』                                |
| 2019年10月23日 | Shin Sakiura『More Life feat. Ryohu』                               |
| 2020年7月1日   | Shin Sakiura『More Life feat. Ryohu (Ryohu Remix)』                 |
| 2022年2月2日   | MONJOE『Bad Mind (feat. Ryohu)』                                    |
| 2022年2月14日  | KANDYTOWN『Blue Verse (feat. Ryohu, BSC, DONY JOINT, IO & MASATO)』 |
| 2022年9月23日  | KANDYTOWN『Curtain Call (feat. KEIJU, Ryohu & IO)』                 |

## 主なライブ

### 出演イベント
- 2018年7月8日 - OCEAN PEOPLES '18
- 2018年7月13日 - King Gnu One-Man Live 2018 "Flash!!!"
- 2018年8月18日 - SUMMER SONIC 2018
- 2018年10月11日 - RIPPLES vol.2 ～1990-199×～
- 2018年12月14日 - Yap!!! Bichrome & Monochrome Release Tour ～Everyone Let's Dance～
- 2019年9月1日 - CIRCUS × CIRCUS
- 2021年7月18日 - City Connection powered by Manhattan Portage